# UFC Fight Night: Santos vs. Walker
UFC Fight Night: Santos vs. Walker（ユーエフシー・ファイトナイト：サントス・バーサス・ウォーカー、別名UFC Fight Night 193、UFC on ESPN+ 51）は、アメリカ合衆国の総合格闘技団体「UFC」の大会の一つ。2021年10月2日、ネバダ州ラスベガスのUFC APEXで開催された。

## 大会概要
本大会はチアゴ・サントスとジョニー・ウォーカーのライトヘビー級戦が組まれた。

## 試合結果

### プレリミナリーカード
第1試合 バンタム級 5分3R
○  アレハンドロ・ペレス vs.  ジョニー・エドゥアルド ×
2R 4:13 スカーフホールド・アームロック
第2試合 女子バンタム級 5分3R
○  ステファニー・エッガー vs.  シャナ・ヤング ×
2R 2:22 TKO（グラウンドの肘打ち）
第3試合 バンタム級 5分3R
○  ダグラス・シウバ・ジ・アンドラージ vs.  ガエターノ・ピレロ ×
1R 2:04 KO（左フック→パウンド）
第4試合 ライト級 5分3R
○  ジェイミー・ムラーキー vs.  デボンテ・スミス ×
2R 2:51 TKO（左ボディブロー→パウンド）
第5試合 138.5ポンド契約 5分3R
○  カロル・ロサ vs.  ベチ・コヘイア ×
3R終了 判定3-0（30-27、30-27、30-26）
※コヘイアの体重超過によりバンタム級から変更。
第6試合 女子フライ級 5分3R
○  ケイシー・オニール vs.  アントニーナ・シェフチェンコ ×
2R 4:47 TKO（パウンド）
第7試合 ライト級 5分3R
○  ジャレッド・ゴードン vs.  ジョー・ソレッキ ×
3R終了 判定2-1（28-29、29-28、29-28）

### メインカード
第8試合 158.5ポンド契約 5分3R
○  アレクサンダー・ヘルナンデス vs.  マイク・ブリーデン ×
1R 1:20 KO（右ストレート）
※ブリーデンの体重超過によりライト級から変更。
第9試合 ミドル級 5分3R
○  クリストフ・ヨトゥコ vs.  ミシャ・サークノフ ×
3R終了 判定2-1（29-28、28-29、29-28）
第10試合 ウェルター級 5分3R
○  ニコ・プライス vs.  アレックス・オリベイラ ×
3R終了 判定3-0（29-28、29-28、29-28）
第11試合 ミドル級 5分3R
－  ケビン・ホランド vs.  カイル・ドーカス －
1R 3:43 ノーコンテスト（偶発的なバッティング）
第12試合 ライトヘビー級 5分5R
○  チアゴ・サントス vs.  ジョニー・ウォーカー ×
5R終了 判定3-0（48-47、48-47、48-47）

### 各賞
ファイト・オブ・ザ・ナイト：該当無し
パフォーマンス・オブ・ザ・ナイト：ケイシー・オニール、ジェイミー・ムラーキー、ダグラス・シウバ・ジ・アンドラージ、アレハンドロ・ペレス
各選手にはボーナスとして5万ドルが授与された。

### カード変更
負傷などによるカードの変更は以下の通り。